# CD Mosconia
CD Mosconia is een Spaanse voetbalclub uit Grado die uitkomt in de Tercera División. De club werd in 1945 opgericht en speelt haar thuiswedstrijden in het Estadio Marqués de la Vega.
Real Avilés ·
Avilés Stadium CF ·
Caudal Deportivo ·
UC Ceares ·
CD Colunga ·
Condal CF ·
UD Gijón Industrial ·
SD Lenense ·
L'Entregu CF ·
UD Llanera ·
CD Llanes ·
CD Mosconia ·
SD Navarro CF ·
CD Praviano ·
EI San Martín ·
Club Siero ·
Real Titánico ·
CD Tuilla ·
Urraca CF ·
Valdesoto CF ·
CD Vallobín ·